# Музей Якубовських
Музей Якубовських, також Музей Якубовські, Дім Якубовські, Музей родини Якубовських — приватний музей у Києві. Містить колекцію старожитностей, оберегів та ікон. Директором і власником музею є Якубовський Олег Іванович — український колекціонер, реставратор і підприємець.
В колекції музею зберігаються понад 12000 одиниць предметів різних епох та культур. Основою колекції є зібрання понад 5000 українських домашніх ікон 18 та 19 століть.
В майстернях Музею реставруються старі ікони та виготовляються подарункові твори з натуральних довговічних матеріалів із застосуванням автентичних старовинних ікон, хрестів, оберегів, монет, годинників та інших рідкісних предметів.
Історія фірми та колекції Музею Якубовських розпочалася наприкінці 19 століття в місті Броди Львівської області, де діяла перша майстерня Якубовських, і почала збиратися перша фамільна колекція. Діяльність Музею було відновлено у 1991 році.
Основою експозиції є колекція понад 5000 українських домашніх ікон 18 та 19 століть.
У 2017 році Олег Якубовський, який вирішив позбутися колекції з понад п’яти тисяч екземплярів й виставив на продаж за 10 мільйонів євро. 

## Галерея

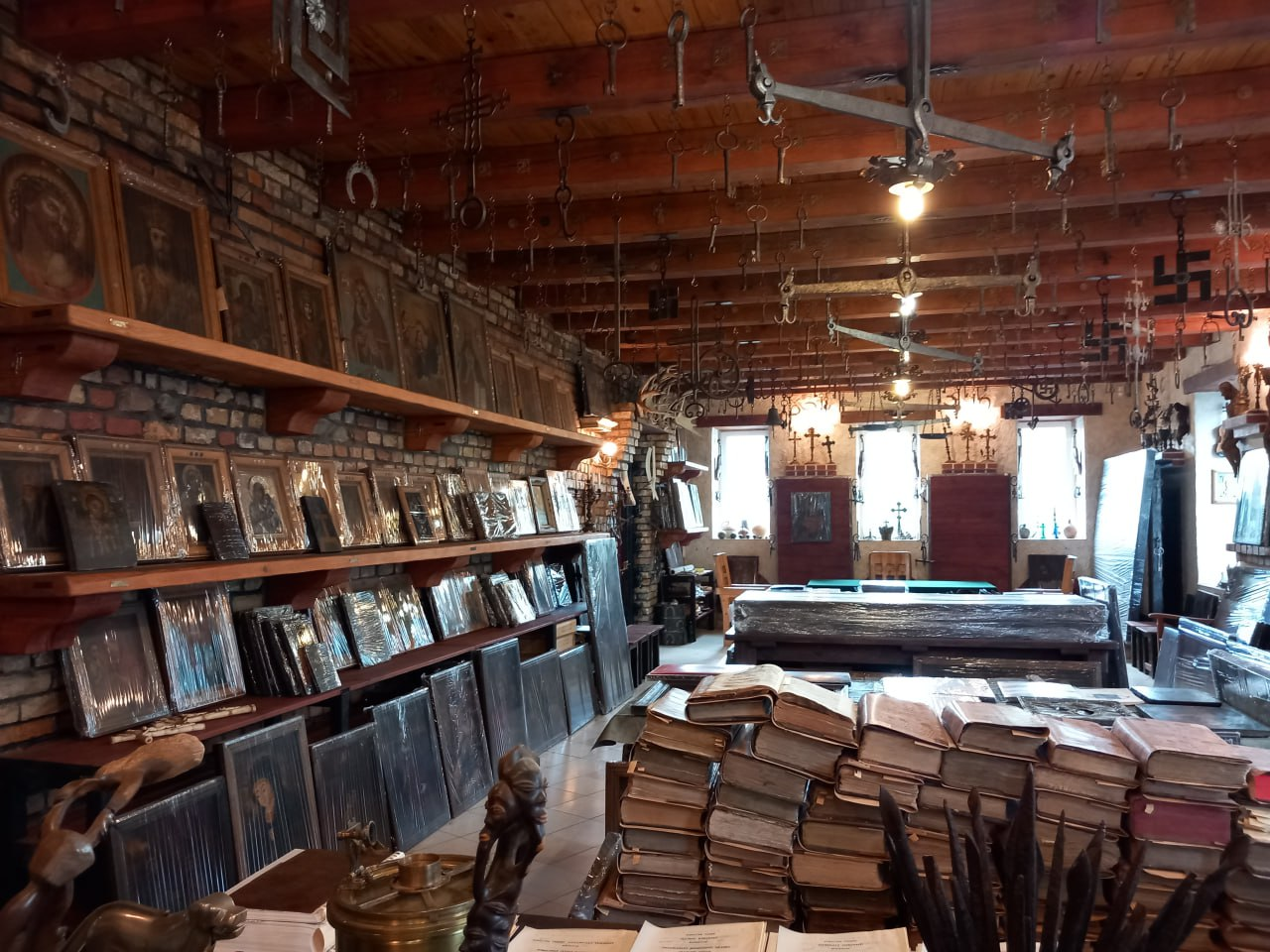
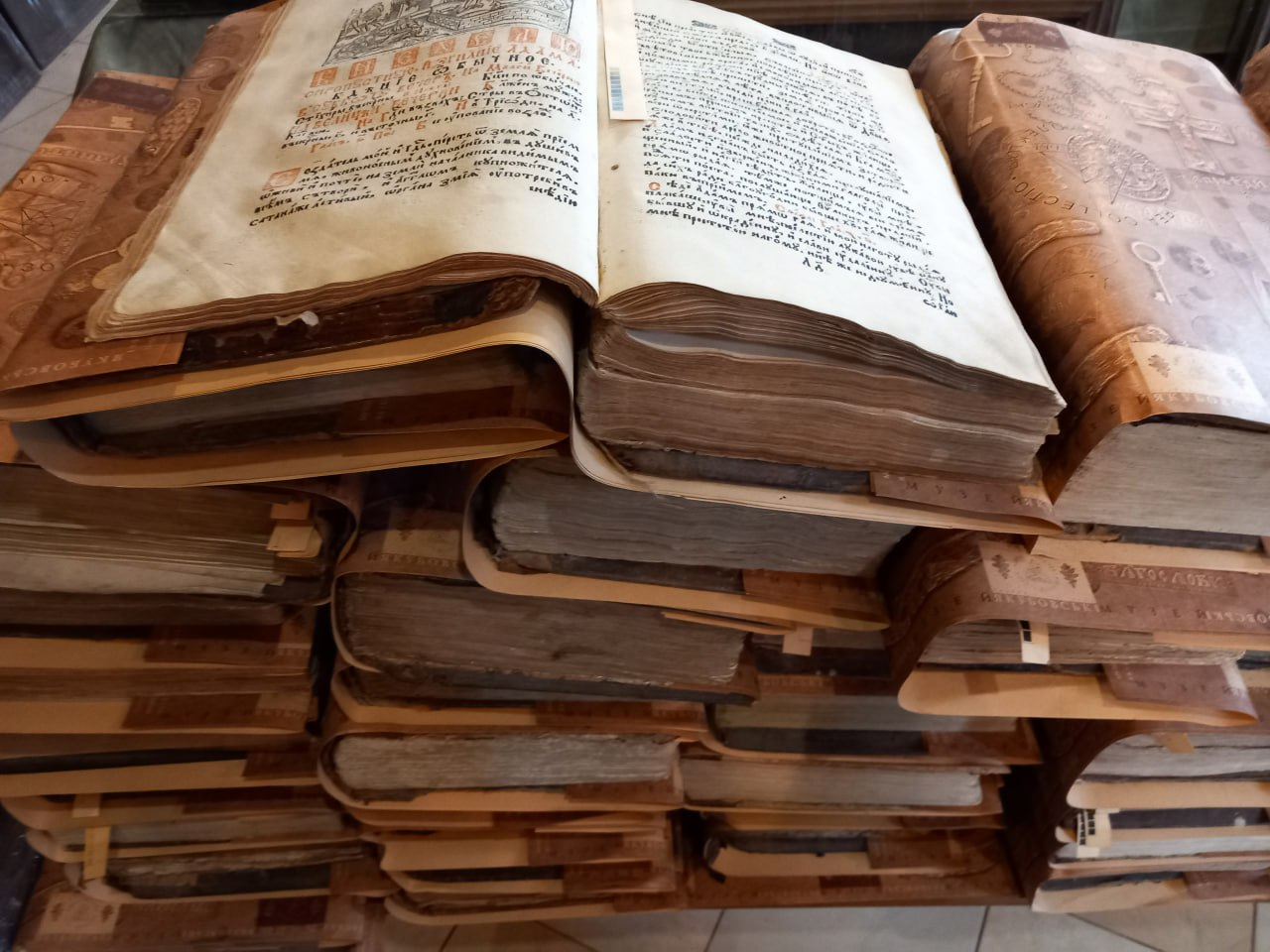
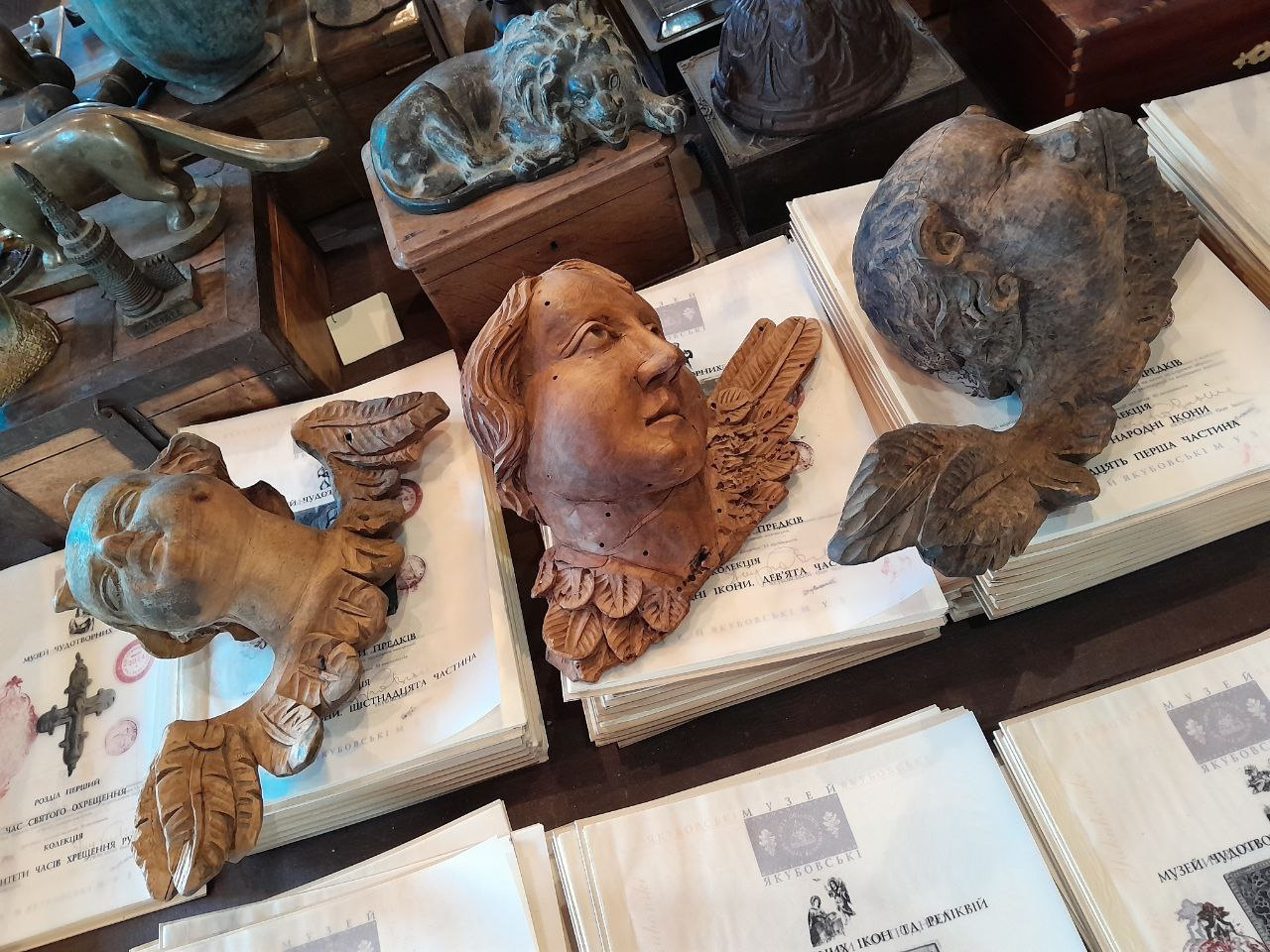
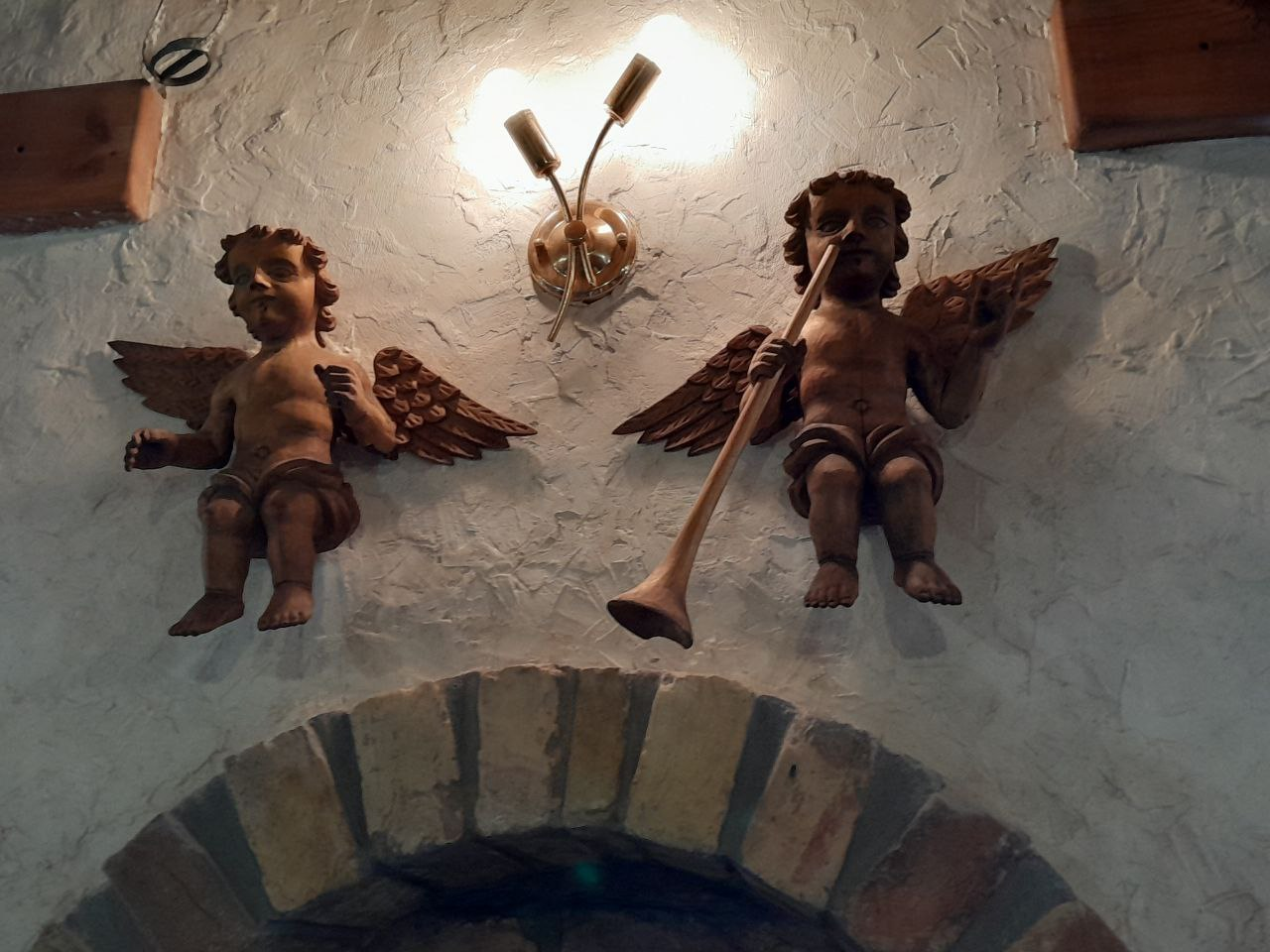
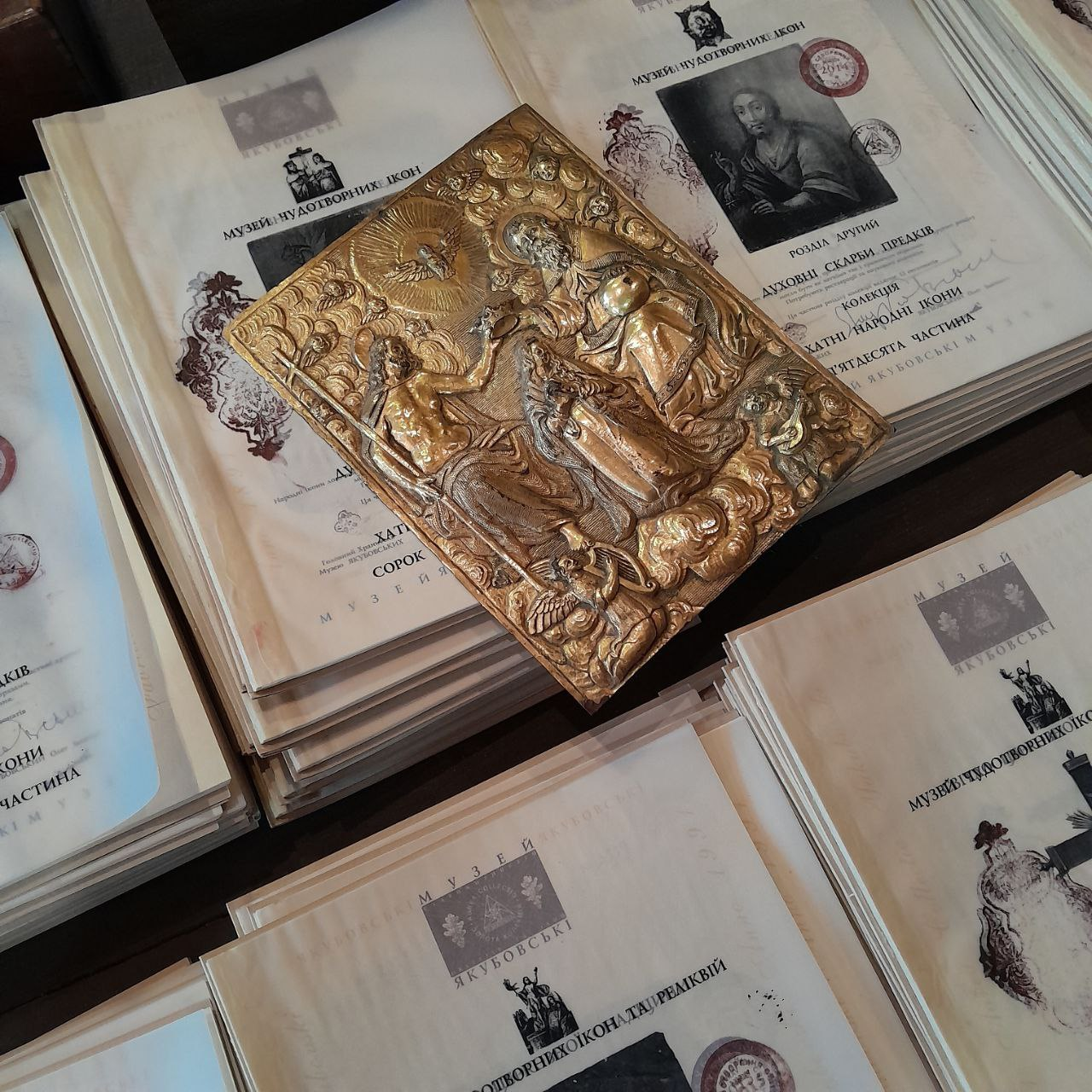